# Beck, Bogert & Appice
Beck, Bogert & Appice fue un fugaz power trio inglés, compuesto por el guitarrista Jeff Beck (The Jeff Beck Group, The Yardbirds), más el bajista Tim Bogert, y el baterista Carmine Appice, ambos exmiembros de Vanilla Fudge y Cactus.
Los tres intentaron iniciar el proyecto común en 1970 pero debido a un accidente de tráfico sufrido por Jeff Beck, fue retrasado más de un año. En ese intervalo, Bogert y Appice formarían el grupo Cactus junto al guitarrista Jim McCarthy y el cantante Rusty Day, banda que disolvieron para iniciar el proyecto junto a Beck en 1972. 
Su más famoso tema fue una versión del Superstition de Stevie Wonder. Hicieron una aclamada gira por Japón grabada en disco pero, en 1974, Beck abandonó repentinamente el grupo, forzando la disolución del mismo.

## Discografía
- Beck, Bogert & Appice (1973)

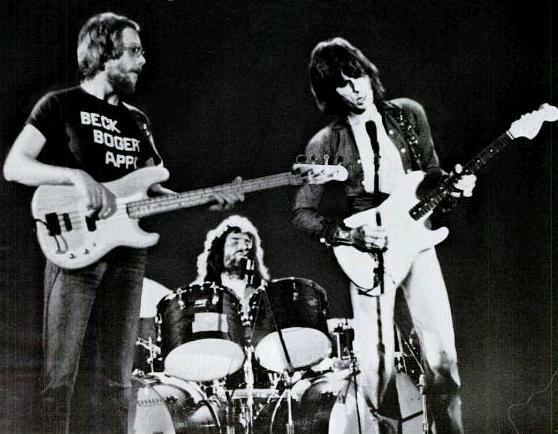
Tim Bogert, Carmine Appice y Jeff Beck
(foto para el primer álbum)

- Beck, Bogert & Appice Live, en vivo en Japón (1973)

- Datos: Q813658
- Multimedia: Beck, Bogert & Appice / Q813658